# Xian de Zhao
El Marquès Xian de Zhao (?-409 BCE) (xinès tradicional: 趙獻侯, xinès simplificat: 赵献侯, pinyin: Zhào Xiàn Hóu) va ser el líder de l'Estat de Zhao durant el període dels Set Regnes Combatents de la història xinesa (475-220 BCE).
Nascut com Zhào Huàn (xinès tradicional: 趙浣, xinès simplificat: 赵浣), va ser el fill de Zhào Zhōu (xinès tradicional: 趙周, xinès simplificat: 赵周, el net de Zhào Bólŭ (xinès tradicional: 趙伯魯, xinès simplificat: 赵伯鲁) i el germà major de Zhào Xiāng-zĭ (xinès tradicional: 趙襄子, xinès simplificat: 赵襄子).
Zhào Xiāng-zĭ creia que era il·legal que ell fóra el successor de Zhào Bólŭi, i volia tornar a la seva herència perquè Zhào Huàn es convertira en l'hereu.
Després que Zhao Huan va esdevenir líder ell va ser bandejat de les capitals de Zhao Zhōngmú (xinès: 中牟) (en l'actualitat Henan) i Daìjùn (xinès: 代郡) (actualment el Comtat Yu, Hebei) by Zhào Huán-zĭ (xinès tradicional: 趙桓子, xinès simplificat: 赵桓子), qui va usurpar la posició de Zhào Huàn i es va instal·lar com a governant.
Un any més tard, Zhào Huán-zĭ morí i la gent local va matar a tots els seus fills. Com a resultat Zhào Huàn es convertí una vegada més en líder de Zhao. Després que va faltar se li concedí el títol pòstum de Zhào Xiàn-zĭ mentre que el seu fill va esdevenir Marquès Lie de Zhao (xinès tradicional: 趙烈侯, xinès simplificat: 赵烈侯, pinyin: Zhào Liè Hóu) qui posteriorment alteraria el títol pòstum del seu pare pel de Marquès de Xian de Zhao.